# Space Western

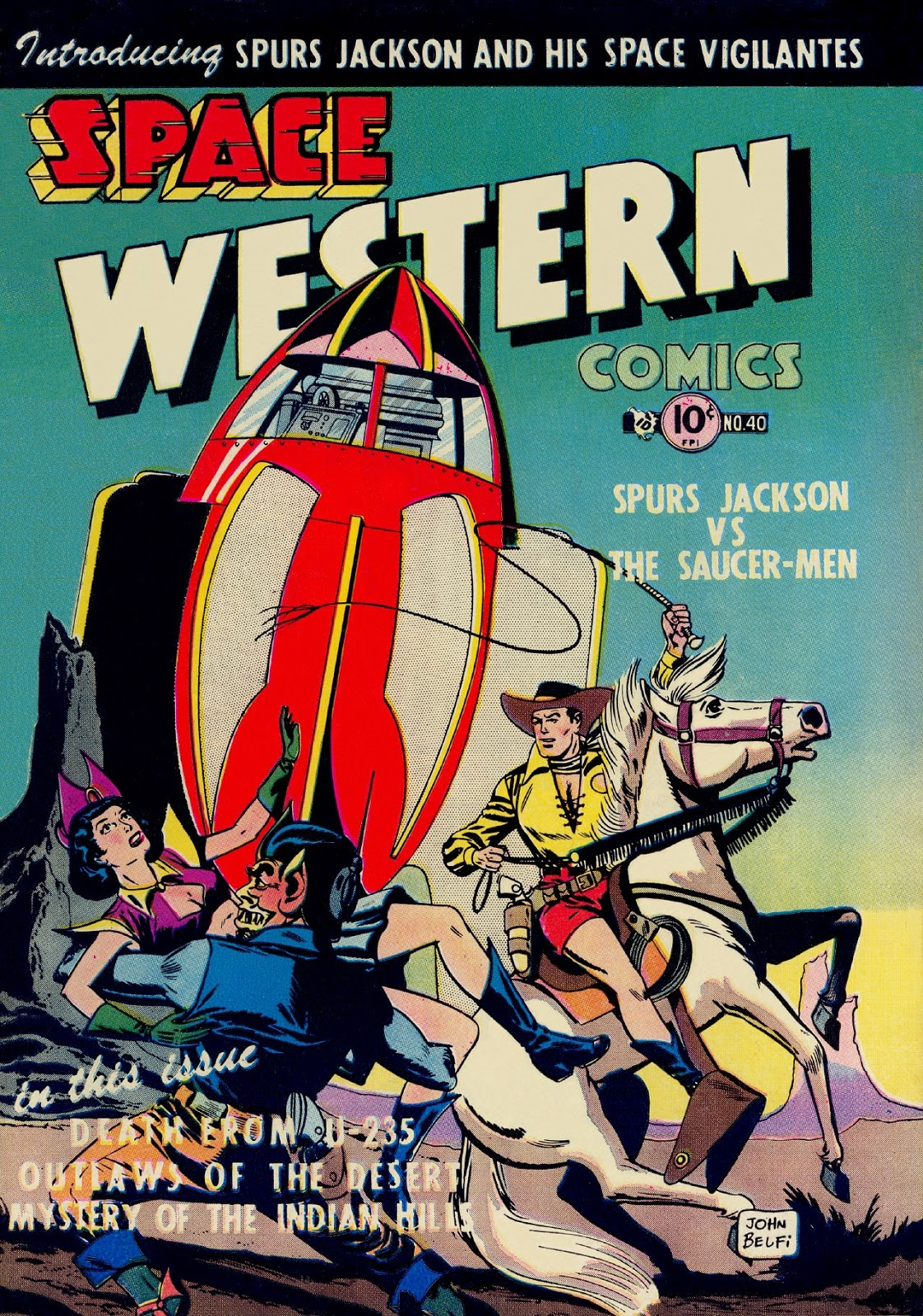
Space Western Comics, bande dessinée mélangeant western et science fiction (1952).

Le space western est un sous-genre de la science-fiction qui combine des éléments issus du western à ceux caractérisant le genre SF. Cela peut aller d'une simple influence du western sur le genre en question, comme la transposition dans l'espace et/ou sur d'autres planètes du mythe de la Frontière, où évoluent des personnages sans foi ni loi, à une hybridation nettement plus affirmée, qui par exemple mettra en scène des cow-boys tirant avec des pistolets à rayon et montant des chevaux robotiques.

## Œuvres

### Cinéma
- 1981 : Outland... Loin de la Terre (Outland) de Peter Hyams
- 2005 : Serenity de Joss Whedon, qui clôt la série Firefly (voir séries télévisées ci-dessous)
- 2011 : Cowboys et Envahisseurs (Cowboys and Aliens) de Jon Favreau
- 2018 : Solo: A Star Wars Story de Ron Howard
- 2020 : Le Dernier Voyage de Romain Quirot

### Littérature
- Planète à six-coups, John W. Jakes, 1970[1]
- Arzach, Moebius, 1975-2009
- Santiago[2], trilogie « Le Faiseur de veuves »[3] ou L'Avant-poste[4] de Mike Resnick
- La Geste des Princes-Démons de Jack Vance

### Séries télévisées
- Firefly, série télévisée faisant de nombreuses références aux films et séries télévisées de western (Au nom de la loi, etc.)
- Albator, de Leiji Matsumoto
- Cowboy Bebop, un groupe de chasseurs de primes voyageant dans un vaisseau spatial, le Bebop, en 2071
- Legend, série télévisée américaine
- Cobra
- Les Aventures des Galaxy Rangers
- Bravestarr
- Sab Rider
- The Mandalorian

### Jeux vidéo
- Borderlands, série développée par Gearbox Software
- Star Wars: Bounty Hunter de LucasArts
- StarCraft, série développée par Blizzard Entertainment
- They Always Run de Alawar Premium Limited
- Wild Guns, sortie en 1994 sur Super Nintendo